# جام شمال شرقی (برزیل)
جام شمال شرقی یا کوپا دو نوردسته (به پرتغالی: Copa do Nordeste) یک رقابت فوتبال در بین تیم‌های منطقه شمال شرقی برزیل است.

## تاریخچه
این مسابقات اولین بار در سال ۱۹۹۴ برگزار شد. از سال ۱۹۹۷ تا ۱۹۹۹، قهرمانان جام شمال شرقی مجوز حضور در کوپا کونمبول را بدست می‌آوردند. از سال ۲۰۰۰ تا ۲۰۰۲، قهرمانان جام شمال شرقی به کوپا دوس کامپئوس راه پیدا می‌کردند. این مسابقات پس از انحلال در سال ۲۰۰۳، ابتدا در سال ۲۰۱۰ و سپس در سال ۲۰۱۳ دوباره برگزار شد. از سال ۲۰۱۴ تا ۲۰۱۶، برنده این مسابقات سهمیه مسابقات کوپا سودامریکانا را به دست می‌آورد. در حال حاضر قهرمان جام شمال شرقی سهمیه حضور در جام حذفی برزیل را به دست می‌آورد.

## قهرمانان

### بر اساس باشگاه
| باشگاه        | قهرمانی | نایب‌قهرمانی | سال‌های قهرمانی         | سال‌های نایب‌قهرمانی           |
| ------------- | ------- | ----------- | ---------------------- | ---------------------------- |
| باهیا         | ۴       | ۵           | ۲۰۰۱, ۲۰۰۲, ۲۰۱۷, ۲۰۲۱ | ۱۹۹۷, ۱۹۹۹, ۲۰۱۵, ۲۰۱۸, ۲۰۲۰ |
| ویتوریا       | ۴       | ۳           | ۱۹۹۷, ۱۹۹۹, ۲۰۰۳, ۲۰۱۰ | ۱۹۹۸, ۲۰۰۰, ۲۰۰۲             |
| اسپورت رسیفی  | ۳       | ۴           | ۱۹۹۴, ۲۰۰۰, ۲۰۱۴       | ۲۰۰۱, ۲۰۱۷, ۲۰۲۲, ۲۰۲۳       |
| سئارا         | ۳       | ۲           | ۲۰۱۵, ۲۰۲۰, ۲۰۲۳       | ۲۰۱۴, ۲۰۲۱                   |
| فورتالزا      | ۳       | ۰           | ۲۰۱۹, ۲۰۲۲, ۲۰۲۴       | —                            |
| کامپیننسه     | ۱       | ۱           | ۲۰۱۳                   | ۲۰۱۶                         |
| آمِریکا        | ۱       | ۰           | ۱۹۹۸                   | —                            |
| سامپایو کوریا | ۱       | ۰           | ۲۰۱۸                   | —                            |
| سانتا کروز    | ۱       | ۰           | ۲۰۱۶                   | —                            |

### بر اساس ایالت
| ایالت              | قهرمانی | نایب‌قهرمانی |
| ------------------ | ------- | ----------- |
| باهیا              | ۸       | ۹           |
| سئارا              | ۶       | ۲           |
| پرنامبوکو          | ۴       | ۴           |
| پارائیبا           | ۱       | ۲           |
| ریوگرانده دو نورتی | ۱       | ۱           |
| مارانیائو          | ۱       | ۰           |
| آلاگواس            | ۰       | ۳           |
| پیاوی              | ۰       | ۰           |
| سرژیپه             | ۰       | ۰           |